# Lauren McQueen
Lauren McQueen es una actriz inglesa, más conocida por haber dado vida a Shelly en la película The Violators y a Lily Drinkwell en la serie Hollyoaks.

## Carrera
En 2015 se unió al elenco de la película The Violators, donde dio vida a la joven disfuncional Shelly. 
Ese mismo año apareció en la serie británica Ordinary Lies, donde interpretó a Amelie.
En 2016 dio vida a Catalina Howard, la quinta esposa del rey Enrique VIII de Inglaterra (Richard Ridings) en un episodio de la serie Six Wives with Lucy Worsley. 
El 6 de enero de 2017, se unió al elenco principal de la serie británica Hollyoaks, donde interpreta a la estudiante Lily Drinkwell hasta ahora.

## Filmografía[6]

### Series de televisión
| Año             | Título                      | Personaje        | Notas                                                      |
| --------------- | --------------------------- | ---------------- | ---------------------------------------------------------- |
| 2017 - presente | Hollyoaks                   | Lily Drinkwell   | 163 episodios                                              |
| 2016            | Six Wives with Lucy Worsley | Katherine Howard | episodio #1.3                                              |
| 2015            | Ordinary Lies               | Amelie           | 4 episodios                                                |
| 2014            | The Mill                    | Molly            | 4 episodios - miniserie                                    |
| 2013 - 2014     | 4 O'Clock Club              | Rachel           | 4 episodios                                                |
| 2012            | Little Crackers             | Alison Steadman  | episodio "Alison Steadman's Little Cracker: The Autograph" |
| 2012            | Good Cop                    | Yasmin Goody     | episodio #1.3                                              |

### Películas
| Año  | Título                | Personaje     | Notas                                                                                 |
| ---- | --------------------- | ------------- | ------------------------------------------------------------------------------------- |
| 2024 | Strictly Confidential | Rebecca       |                                                                                       |
| 2017 | The Wasting           | Sophie        | junto a Alexz Johnson, Shelagh McLeod, Gray O'Brien, Peter Sacco y Anna Treasure      |
| 2015 | The Violators         | Shelly Hudson | junto a Brogan Ellis, Stephen Lord, Liam Ainsworth, Derek Barr y Callum King Chadwick |

### Teatro
| Año | Obra        | Personaje       | Director       | Teatro                | Notas |
| --- | ----------- | --------------- | -------------- | --------------------- | ----- |
| -   | Our Day Out | Kirsty          | Bob Eaton      | Liverpool Royal Court | -     |
| -   | Scrooge     | Martha Cratchit | Bill Kenwright | Empire Theatre        | -     |

## Premios y nominaciones
| Año  | Categoría                                                       | Premio                   | Serie / Película | Resultado |
| ---- | --------------------------------------------------------------- | ------------------------ | ---------------- | --------- |
| 2019 | Best Actress                                                    | British Soap Award       | Hollyoaks        | Nominada  |
| 2018 | Best Newcomer                                                   | British Soap Award       | Hollyoaks        | Nominada  |
| 2016 | Best Actress - New Directors Competition (junto a Brogan Ellis) | Special Jury Prize Award | The Violators    | Ganadores |